# بيرس بيلي
بيرس بيلي (بالإنجليزية: Pearce Bailey)‏ هو طبيب أعصاب وطبيب نفسي أمريكي، ولد في 1865 في نيويورك في الولايات المتحدة، وتوفي في 1922.